# Centro cerimonial indígena de Tibes
O Centro cerimonial indígena de Tibes é um sítio arqueológico localizado em Tibes, próximo a cidade porto-riquenha de Ponce. É o maior complexo arqueológico de um centro cívico-cerimonial das Grandes Antilhas.

## História

### Origem e declínio
Através da datação por radiocarbono, foi verificado que o assentamento se originou por volta de 400 d.C. com a Cultura Ingeri, provenientes de grupos aruaques vindos da Venezuela; O assentamento possuía características agrícola até os anos de 1000 d.C. e 1100 d.C.; a partir deste período, durante a Cultura Taino, o desenvolvimento das funções cívicas e cerimoniais no assentamento foi evoluindo gradativamente; O apogeu do assentamento ocorreu entre os anos 600 d.C. e 1200 d.C., e por volta de 1270 d.C., o local foi abandonado, ocorrendo ocupações esporádicas de pequenos grupos na região.

### Descoberta
O sítio foi descoberto em 1975 por um fazendeiro que buscava madeira para fazer lenha, que após a passagem do furacão Eloise em Porto Rico, provocou deslocamento de terra que fizeram ressurgir vestígios do local de cerimônias de nativos da ilha. As primeiras escavações começaram entre o final da década de 1970 e início da década de 1980, pela Sociedade Guaynia de Arqueologia e Historia. Para a preservação do sítio, o governo municipal de Ponce comprou o terreno e estabeleceu como parque arqueológico.

## Características

### Sítio
O sítio possui uma área de 13 hectares, com 12 estruturas arqueológicas. Atualmente, nove estruturas foram restauradas, entre praças, quadras de bola e calçadas. As estruturas possuem tamanhos e formas variadas, com a Praça Principal possuindo uma área de 1.480 m²; e a menor estrutura, denominada Batey de una Hilera, possuindo 134 m².

### Sepultamentos
Foram encontrados grupos de sepultamento na Praça Principal e na estrutura denominada Batey del Cemí, com ambos datados de período anterior a 900 d.C. e mais antiga que as estruturas. Também foram encontrados sepultamentos em contextos domésticos espalhados pelo sítio, com padrões da época que sepultavam os familiares nos pisos das residências ou em seus arredores.

### Cerâmicas
As cerâmicas mais antigas, encontradas no sítio, possuíam formas simples de vasos compostos e pintados de branco sobre vermelho. Também foram encontradas cerâmicas policromadas com desenhos hachurados, vasos de efígies e desenhos naturalistas. As cerâmicas mais recentes eram decoradas com desenhos geométricos e raramente recebiam coloração com tinta. Em ambos os períodos, há a presença de alças ou adornos com figuras zoomórficas e antropomórficas.

### Restos faunísticos
Dentre os animais marinhos, os peixes cartilaginosos e ósseos foram encontrados por todo o sítio e em quantidades elevadas. Variavam a quantidade por período, mas foram amplamente utilizados durante toda a ocupação do sítio. Foram encontrados restos de tubarões Carcarrinídeos, arraia-pintada (Aetobatus narinari), robalo (Centropomus sp.), tainha (Mujjil sp.), dormentes de boca grande (Gobiomorus dormitor), peixe-papagaio (Scarus sp. e Sparisoma sp.), grunhidos (Haemulon sp.), durgon preto (Melichthyes niger), macacos (Caranx sp.), garoupas (Epinephalus sp. e Mycteroperca sp.), pargos (Lutjanus sp. e Ocyurus chrysurus), entre outros. Dentre os mamíferos terrestres, duas espécies não eram nativas: Isolobodon e o porquinho-da-índia (Cavia porcellus).

## Turismo
O sítio arqueológico está aberto ao público desde 1982, com dias e horários restritos e entrada gratuita. No Centro cerimonial há 9 estruturas restauradas que podem ser visitadas, também um museu e a recriação de uma aldeia Taino. No ano de 2022, o sítio recebeu aproximadamente 20.000 visitantes.